# エイミー・デビッドソン
エイミー・デビッドソン（Amy Davidson 1979年9月15日 - ）は、アメリカ合衆国の女優。ABCのシットコム『パパにはヒ・ミ・ツ』のケリー・ミシェル・ヘネシー役として知られている。

## 来歴
エイミーは、アメリカ合衆国アリゾナ州フェニックスに生まれ、シャドー・マウンテン高校を卒業した。
エイミーは、コマーシャルの仕事を始め、演技コーチのジェーン・フォーラーの勧めで、カリフォルニア州ロサンゼルスへ移り、ABCファミリー（現：フリーフォーム）のシットコム『ふたりはお年ごろ』（オルセン姉妹主演）に出演した。
また、エイミーはCBSのドラマ『Judging Amy』やFOX放送のシットコム『マルコム in the Middle』にゲスト出演し、映画『The Truth About Jane』にも出演した。
2005年には、ホールマーク・チャンネルの映画『Annie's Point』でベティ・ホワイトやリチャード・トーマスと共演した。
エイミーは、2008年公開の映画『Goyband』で正統派の女性を演じ、また、ナターシャ・リオンやトヴァ・フェルドシャー、ディーン・エドワーズ、ティバー・フェルドマン、クリス・ジャッドと共演した。

## 人物
『パパにはヒ・ミ・ツ』でデビッドソンが演じたケリー・ミシェル・ヘネシーはブリジットの妹という設定だが、実際のデビッドソンはブリジット役のケイリー・クオコより6歳年上である。
2010年にプロデューサーのケーシー・ロックウッドと結婚。2016年に第1子となる男児を出産した

## 出演作品

### 映画作品
| 年   | タイトル                 | 役名                     | 備考           |
| ---- | ------------------------ | ------------------------ | -------------- |
| 1995 | Teenage Tupelo           | チケット売りの少女       | クレジットなし |
| 2007 | Netherbeast Incorporated | パール・ストリックレット |                |
| 2008 | Goyband                  | レベッカ                 |                |
| 2015 | Battle Scars             | ジュールズ・ステフンズ   |                |

### テレビドラマ
| 年        | 邦題 原題                                               | 役名                       | 備考           |
| --------- | ------------------------------------------------------- | -------------------------- | -------------- |
| 2000      | The Truth About Jane                                    | エリザベス                 | テレビ映画     |
| 2001      | Judging Amy                                             | Lindsey Sandowski          |                |
| 2001-2002 | ふたりはお年ごろ So Little Time                         | キャミー・モートン         | 6エピソード    |
| 2002-2005 | パパにはヒ・ミ・ツ 8 Simple Rules                       | ケリー・ミシェル・ヘネシー | レギュラー出演 |
| 2005      | Annie's Point                                           | エラ・イーソン             |                |
| 2005      | ブランディ アンド Mr.ウィスカーズ Brandy & Mr. Whiskers | ティファニー・ターリントン |                |
| 2006      | ダナ&ルー リッテンハウス女性クリニック Strong Medicine  | ジェイミー                 |                |
| 2006      | マルコム in the Middle Malcolm in the Middle            | ポーラ                     |                |
| 2007      | CSI:ニューヨーク CSI: NY                                | キャロリン                 |                |
| 2008      | The Capture of the Green River Killer                   | ヘレン・ラムス             | 短編シリーズ   |
| 2009      | クリミナル・マインド FBI行動分析課 Criminal Minds       | ゾー・ホークス             |                |
| 2009      | ゴースト 〜天国からのささやき Ghost Whisperer           | デイナ・メーヒュー         |                |
| 2010      | Firebreather                                            | Jenna Shwartzendruber      | テレビ映画     |
| 2011      | CSI:科学捜査班 CSI: Crime Scene Investigation           | レスリー                   |                |
| 2012      | Dr.HOUSE House                                          | モリー                     |                |
| 2013      | Tia & Tamera                                            | 本人役                     | 4エピソード    |
| 2014      | The Brittany Murphy Story                               | ジャッキー                 |                |
| 2014      | BONES - 骨は語る - Bones                                | レオナ・サンダース         |                |
| 2015      | ベター・コール・ソウル Better Call Saul                 | サブリナ                   |                |